# Haruka Funakubo
Haruka Funakubo (舟久保 遥香 Funakubo Haruka?), född 10 oktober 1998, är en japansk judoutövare.

## Karriär
Vid olympiska sommarspelen 2024 i Paris tog Funakubo brons i 57 kg-klassen efter att ha besegrat brasilianska Rafaela Silva i bronsmatchen. Hon var även en del av Japans lag som tog silver i mixedlag.